# Бринь Леонід Артемович
Леонід Артемович Бринь (*8 січня 1928, станиця Анастасіївська, Краснодарський край — 15 січня 2000, Донецьк) — радянський і український скульптор-монументаліст.

## Біографія
Народився 8 січня 1928 року, станиця Анастасіївська Слов'янського району  Краснодарського краю в селянській родині.
З 1948 по 1950 рік навчався в Харківському художньому училищі. В 1955 році закінчив Харківський художній інститут. Педагоги з фаху: Л. Твердянська, О. Кудрявцева, Ірина Михайлівна Мільгунова, В. Агібалова. Дипломний проект — пам'ятник на честь трьохсотріччя возз'єднання України з Росією.
Член Спілки художників СРСР з 1963 року. Брав участь у всесоюзних та республіканських виставках. Входив до єдиного художнього рейтингу. Працював в Донецькому художньому виробничому комбінаті Художнього фонду України.
В 1968 році за ескізом Леоніда Артемовича був створений герб міста Донецька.
Скульптор Леонід Артемович Бринь разом з архітектором Юрієм Можчілем — автори монумента «Жертвам фашизму», відкритого в 1965 році до 20-річчя Перемоги над Німеччиною.
Автор меморіалу на місці колишнього концтабору в місті Комсомольське разом зі скульптором Миколою Васильовичем Ясиненко і архітектором Володимиром Степановичем Бучеком).
Перед смертю знищив ряд своїх скульптур у майстерні, яка знаходилася в районі донецького телецентру на вулиці Полководчеська.

## Список монументів та меморіальних комплексів роботи Леоніда Бриня
| Фото | Назва | Дата створення                                                                           | Місце установки | Короткий опис |
| ---- | --- | ---------------------------------------------------------------------------------------- | --- | --- |
|      | «Героям Громадянської Війни»                                                                                | 1957                                                                                     | м. Верхнее Луганської області ? допоможіть знайти сучасне місце розташування?                                                       | скульптори Бринь Леонід Артемович, співавтор Василь Полоник. |
|      | Донецьк. Пам'яті загиблих робітників при вибуху динаміту на проходці № 17 Рутченківської рудника 7.02.1928г | 1959 ?                                                                                   | м. Донецьк, біля площі Свободи | Бринь Леонід Артемович |
|      | «Жертвам фашизму»                                                                                           | Відкритий 1965 року до 20-річчя Перемоги над Німеччиною                                  | Знаходиться в Ленінському районі Донецька, по Ленінському проспекту, біля Палацу культури металургів на місці колишнього концтабору | Шість дванадцятиметрових пілонів, які об'єднані між собою вінком, звареним з виштампуваних алюмінієвих листів. Між пілонами розташований вічний вогонь. Знаходиться на пагорбі, на який ведуть п'ятдесят сходинок. Загальна висота конструкції 20 м. Художник Юрій Можчіль, архітектор Н. Дроздов. |
|      | Тринадцяти розстріляним робочим                                                                             | 1966                                                                                     | Костянтинівка | Н=12м |
|      | Героям Громадянської та ВВВ                                                                                 | 1967 В селі Безуглівка, Ніжинського району Чернігівської області                         | Н = 10 м залізобетон гранітна крихта                                                                                                | |
|      | Герб Донецька                                                                                               | Затверджено рішенням міськвиконкому 6 червня 1968 № 12/203 у зв'язку зі сторіччям міста. | | В срібно-чорному щиті зображена золота кість правої руки яка виходить з нижньої кромки і тримає золотий гірничий молоток. У лівому верхньому куті золота п'ятикутна зірка. |
|      | Меморіальний комплекс «Героям ВВВ»                                                                          | 1968                                                                                     | У місті Комсомольськ, на місці колишнього концтабору                                                                                | Н = 16 м. У співавторстві з Миколою Васильовичем Ясиненко |
|      | Меморіальний комплекс загиблим у ВВВ                                                                        | 1968 ?                                                                                   | Ст. Анастасіївська Краснодарського краю                                                                                             | Н = 6,5 м граніт, кований алюміній, залізобетон з гранітною крихтою |
|      | Пам'ятник Максиму Горькому                                                                                  | 1969                                                                                     | На території Донецького національного медичного університету імені М. Горького                                                      | |
|      | Бюст М. І. Калініна                                                                                         | 1971                                                                                     | Калінінський район Донецька біля шахти Калініна                                                                                     | Н = 3,5 м граніт, залізобетон з гранітною крихтою |
|      | Мати Героїня Величко Ірина Герасимівна (1902-1974)                                                          | 1974                                                                                     | Бюст встановлений на могилі, кладовище шахти №29, Донецьк                                                                           | Залізобетон |
|      | «Монумент полеглим героям у ВВВ»                                                                            | 1975                                                                                     | Старченкове Володарського району Донецької області                                                                                  | Н = 10 м гранітна крихта, залізобетон |
|      | «На варті миру»                                                                                             | 1975                                                                                     | м. Красноармійськ Донецької області                                                                                                 | Склобетон 200 * 195 * 105см |
|      | Енергетик (Донецьк) \| Енергетик                                                                            | 1979                                                                                     | Будьонівський район Донецька | Н=9 м |
|      | Скорботна мати                                                                                              | 1981                                                                                     | Село Богородичне Слов'янського району Донецької області                                                                             | Гранітна крихта, залізобетон. висота 4,5 м фотографія з цієї роботи експонувалася на виставці робіт Худ Фонду в Києві |
|      | Слава | 1983                                                                                     | Встановлений в с. Гришине Красноармійського району Донецької обл.                                                                   | Монумент Н = 6,5 м Граніт, кований алюміній. |
|      | Пам'ятник воїнам-визволителям                                                                               | 1985?                                                                                    | У м. Слов'янськ-на-Кубані, де проходила «Блакитна лінія» 37-армія генерал-лейтенанта Лопатіна А.І                                   | |
|      | Жертвам Афганістану                                                                                         | 1990                                                                                     | В місті Костянтинівка Донецької області                                                                                             | |
|      | Перемога | 1993 (?)                                                                                 | В місті Костянтинівка Донецької області                                                                                             | |
|      | Проект пам'ятника Джону Юзу                                                                                 | 1996                                                                                     | | Нереалізований (з причини смерті скульптора), але схвалений в 1996 му році проект «Джону Юзу» |
|      | Меморіальна дошка Василю Стусу                                                                              | 2001                                                                                     | На філологічному факультеті Донецького національного університету.                                                                  | Архітектор Бринь Леонід Артемович, скульптор Піскун Віктор Федорович. |
|      | |                                                                                          | Торез | |
|      | Металург (сталевар)                                                                                         |                                                                                          | | |
|      | Жінка з голубом                                                                                             |                                                                                          | | |
|      | |                                                                                          | В'їзний знак в місто | |
|      | Дзержинський Фелікс Едмундович                                                                              |                                                                                          | М. Дзержинськ Донецької обл. вул. Леніна 5                                                                                          | |
|      | Солдат з голубом                                                                                            |                                                                                          | | 330*185*150 глина |
|      | ??? |                                                                                          | | |
|      | меморіальна дошка герою СРСР Ситнику В. М.                                                                  |                                                                                          | | |
|      | Пам'ятник шахтареві                                                                                         |                                                                                          | Один у парку біля шахти Абакумова, другий біля ДК?? в м. Донецьку.                                                                  | |
|      | Калінін |                                                                                          | Калінінський виконком м. Донецьк | |
|      | Робітник і Колгоспниця                                                                                      |                                                                                          | | |
|      | Донецьк |                                                                                          | | проект карбування |
|      | Роден Огюст або все-таки Докучаєв?                                                                          |                                                                                          | | |
|      | Горельєфний поясок на Готелі «Донбас»                                                                       |                                                                                          | Готель «Донбас» | Зруйнований при реконструкції готелю в 2001 році |
|      | Пам'ятник шахтареві                                                                                         |                                                                                          | В м. Донецьк | |
|      | «Шахтареві»                                                                                                 | 198?                                                                                     | | |
|      | Леніну В. І.                                                                                                | 198?                                                                                     | | |
|      | Леніну В. І.                                                                                                | 197?                                                                                     | | на фото — авторська жарт. зверніть увагу, куди дивиться Ілліч … |
|      | невідомо |                                                                                          | | |
|      | Пам'ятник Данилюку Івану Іллічу                                                                             | В м. Донецьк на могилі математика                                                        | | |

## Список робіт малих форм
| Фото | Назва                           | Дата створення | Місце встановлення               | Короткий опис |
| ---- | ------------------------------- | -------------- | -------------------------------- | --- |
|      | «Коли над світом рвуться бомби» | 1957           | Донецький краєзнавчий музей      | |
|      | Блох Елеонора Абрамівна         |                | Скульптор Бринь Леонід Артемович | Портрет (учениця Родена, вчителька Мельгунова) |
|      | «Портрет сина»                  | 1972           |                                  | пісковик |
|      | «Шахтарчук»                     | 1972           |                                  | Створено орієнтовно в першій половині 1960-х років. Спочатку був виконаний у глині, потім алюмінії і мармурі. Пізніше, в 1990-х роках з'явився в дереві і гіпсі. В даний момент одна з цих робіт (виконана в алюмінії, кований алюмінієвий лист 2,8 мм, висота 135см) знаходиться на виставці в галереї «Арт Донбас», в місті Донецьк. Символізує 5-річного сина шахтаря, одягнувшого захисну каску з коногонкою і чоботи батька. |
|      | Білі ведмеді                    |                | Донецьк, колишнє кафе «Арктика»  | В даний час загублений |
|      | «Страда»                        | 1974           |                                  | майоліка. виставка «скульптура малих форм» у Москві 1974 |
|      | «Футболісти»                    | 1980           |                                  | |
|      | Дзержинський Ф. Е.              | 1986           |                                  | |
|      | Юний футболіст                  |                |                                  | |

## Список графічних робіт
| Фото | Назва                   | Дата створення | Місце встановлення | Короткий опис |
| ---- | ----------------------- | -------------- | ------------------ | ------------- |
|      | Оформлення площі Леніна |                | Донецьк            |               |

## Прохання допомогти в пошуку цих робіт Бринь Леоніда Артемовича
| Фото | Назва                           | Дата створення | Місце встановлення                     | Короткий опис                                              |
| ---- | ------------------------------- | -------------- | -------------------------------------- | ---------------------------------------------------------- |
|      | невідомо                        |                |                                        |                                                            |
|      | невідомо                        |                |                                        | Глина. Підготовлено до відливання форми                    |
|      | невідомо                        |                |                                        | Глина. Підготовлено до відливання форми                    |
|      | невідомо                        |                | Ймовірно Красноармійськ Донецької обл. | Глина. Підготовлено до відливання форми                    |
|      | невідомо                        |                |                                        | Глина. Підготовлено до відливання форми                    |
|      | невідомо                        |                |                                        | Глина. Підготовлено до відливання форми                    |
|      | невідомо                        |                |                                        | проект карбування пам'ятного знака                         |
|      | можливо Леся Українка           |                |                                        | фото в майстерні автора. також на фото деякі ескізи робіт. |
|      | пам'ятник Ціолковському         |                |                                        | ескіз                                                      |
|      | невідомо                        |                |                                        | карбування, чорна мідь                                     |
|      | один з проектів на Савур-Могилу |                |                                        |                                                            |